# سیارک ۲۳۸۷۷
سیارک ۲۳۸۷۷ (به انگلیسی: 23877 Gourmaud، نامگذاری:1998SP) بیست و سه هزار و هشتصد و هفتاد و هفتمین سیارک کشف شده‌است که در ۱۶ سپتامبر ۱۹۹۸ کشف شد.